# Cérémonie de clôture des Jeux paralympiques d'été de 2024
La cérémonie de clôture des Jeux paralympiques  d'été de 2024 a lieu le 8 septembre 2024, au Stade de France, à Saint-Denis.  

## Contexte
Si la cérémonie d'ouverture s'est pour la première fois déroulée hors d'un stade, la cérémonie de clôture est plus traditionnelle et prend place au Stade de France, qui a accueilli les épreuves d'athlétisme. Thomas Jolly, chargé de la direction artistique des quatre cérémonies olympiques et paralympiques, est à nouveau à la manœuvre.

## Artistes musicaux
Le directeur musical Victor Le Masne a prévu 24 artistes musicaux parmi lesquels Jean-Michel Jarre, Irène Drésel, Kungs et Miss Kittin.
Playlist du tableau final « Paris est une fête »,
1. Jean-Michel Jarre : Les Mots bleus, Medley
2. Breakbot : Baby I'm Yours
3. Nathalie Duchene : Praia
4. Alan Braxe : Intro
5. DJ Falcon avec Panda Bear : Step by Step
6. Étienne de Crécy : Am I Wrong
7. Cassius : Cassius 1999
8. Kavinsky : Roadgame
9. Busy P : We Are Your Friends x Signatune x I Love U So
10. Boston Bun : Missing You
11. Tatyana Jane : Psaume 92
12. Kiddy Smile : Make Love
13. GЯEG : Dembow Tronico
14. Chloé Caillet : Costa
15. Agoria : Scala
16. Irène Drésel : Vestale
17. Chloé : Mars 500
18. Kittin : Forever Ravers
19. Anetha : Whistleblower
20. Polo & Pan : Nanã
21. Ofenbach : Be Mine
22. The Avener : Fade Out Lines
23. Kungs : Mix (Never Going Home, Clap Your Hands, This Girl)
24. Victor Le Masne : Higher
25. Jean-Michel Jarre : Final
26. Martin Solveig : Mix (Intoxicated, Madan, All Stars, Hello)

Le show se termine par le titre One More Time des Daft Punk.

## Déroulement
La cérémonie de clôture s'ouvre avec les athlètes déjà dans le stade, sur une reprise de Vivre pour le meilleur par Santa. Après une vidéo montrant les moments forts des Jeux et la présentation des officiels (Emmanuel Macron et Andrew Parsons), le drapeau français est hissé alors que le trompettiste André Feydy interprète La Marseillaise. Ensuite, les porte-drapeaux défilent au centre du stade, par ordre alphabétique, mais se concluant par l'Australie, les États-Unis et la France, représentée par Aurélie Aubert et Tanguy de La Forest. Un deuxième montage vidéo est diffusé, puis Tony Estanguet et Andrew Parsons font un discours de clôture, ce dernier déclarant officiellement les Jeux clos.
Les six athlètes, nouveaux membres de la commission des athlètes du Comité International Paralympique et tous porteurs d'un handicap différent, sont présentés : Martina Caironi (Italie), Lenine Cunha (pt) (Portugal), Vladyslava Kravchenko (sk) (Malte), Denise Schindler (de) (Allemagne), Tan Yujiao (Chine) et Yoomin Won (Corée du Sud). Après au centre du stade, huit danseurs de breakdance (dont quatre sont porteurs d'un handicap) font une démonstration sur un mix du DJ Cut Killer.
Le drapeau paralympique est ensuite descendu du mât avant d'être passé de mains en mains de Tony Estanguet à Anne Hidalgo, puis à Andrew Parsons, jusqu'à Karen Bass, maire de Los Angeles, alors que la chanteuse Ali Stroker entonne l'hymne des États-Unis. Un clip tourné à Venice Beach mis en musique par Anderson Paak, le pianiste non voyant Matthew Whitaker et la violoniste et compositrice Gaelynn Lea, conclut le passage de relais.
Devant la vasque au Jardin des Tuileries, les chanteurs maliens Amadou et Mariam interprètent Je suis venu te dire que je m'en vais, accompagnés d'un quatuor à cordes. De retour au stade, Frédéric Villeroux, capitaine de l'équipe de France de cécifoot, porte la flamme paralympique avec le nageur Ugo Didier. Rejoints par Charles Noakes, champion paralympique de para badminton, Gloria Agblemagnon (vice-championne paralympique de lancer de poids), Mathieu Bosredon (champion de para cyclisme), ils amènent la flamme à Aurélie Aubert, championne paralympique de boccia, qui souffle sur la flamme pour l'éteindre. Un plan montre la vasque du Jardin des Tuileries s'éteindre peu à peu, marquant la fin des Jeux paralympiques.
Le concert de musique électronique commence, entamé par Jean-Michel Jarre, puis les artistes se succèdent jusqu'à Martin Solveig, rejoints par plusieurs para-athlètes français au milieu du stade. La fête se termine par un feu d'artifice sur le toit du stade de France.

## Réception

### Distinction
L'ensemble des cérémonies d'ouverture et de clôture des Jeux olympiques et paralympiques est récompensé par la Victoire du concert lors des Victoires de la musique 2025.

## Liste des représentants présents

### Nations
| Pays       | Personnalité | Titre |
| ---------- | --- | --- |
| France     | Emmanuel Macron Brigitte Macron Michel Barnier Amélie Oudéa-Castéra Anne Hidalgo Tony Estanguet Marie-Amélie Le Fur | Président de la République Épouse du président de la République Premier ministre Ministre des Sports et des Jeux olympiques et paralympiques (démissionnaire) Maire de Paris Président du Comité d'organisation des Jeux olympiques et paralympiques d'été de 2024 Présidente du Comité paralympique et sportif français |
| États-Unis | Karen Bass | Maire de Los Angeles |
| Luxembourg | Henri María Teresa Louis                                                                                            | Grand-duc Grande-duchesse Prince |

### Organisations internationales
| Organisation | Personnalité   | Titre     |
| ------------ | -------------- | --------- |
| CIP          | Andrew Parsons | Président |